# Средњи детлић
Средњи детлић (лат. Leiopicus medius) врста је птице из породице детлића. Латински назив ове врсте је састављен из двеју старогрчких речи. Име рода Leiopicus је комбинација речи leios која означава особу без браде и бркова (с обзиром да на глави нема црну линију која иде до корена кљуна - „бркови”)  и pikos што значи детлић. Придев medius значи средњи.

## Опис
Дужина тела од врха репа до врха кљуна је од 20 до 22 центиметара. Маса птице варира од 50 до 85 грама.
Од детлића рода (Dendrocopos) се разликује по недостатку „бркова” - црне линије која допире до основе кљуна. Иако тањи и краћи кљун и светла глава одају утисак да је доста ситнији од великог детлића, он је заправо незнатно мањи. Горњи део главе (теме) је потпуно црвен код оба пола, па непажљивом оку може личити на младог сеоског детлићa. Бокови и груди су испругани танким уздужним линијама, па може подсетити на планинског детлићa, али присутност великих, белих поља на раменима га од њега разликују. Стомак је бледоцрвен. Полни диморфизам је присутан, али тешко уочљив. Наиме, горњи део главе (теме) је код мужјака јарко црвено, док је код женке нешто блеђе. Лети праволинијски, са наизменичним уздизањем и понирањем.

## Распрострањеност и станиште
Ареал распрострањења обухвата централну Европу, Пиринеје, Балканско полуострво, Kавказ и део Мале Азије.
Насељава очуване, светле, листопадне шуме, углавном храста и граба, старе воћњаке ограничене забранима, на југу ареала је присутан у мешовитим храстово-буковим шумама, док је у Анатолији и на Кавказу присутан у буковим шумама.

### Подврсте
На свету постојe 4 подврстe средњег детлића и свака има другачије распрострањење:
- L. m. medius  - Насељава северну Шпанију, Француску, Естонију, запад Русије, Украјину, југоисточну Италију и Балкан
- L. m. caucasicus  - Насељава северну Турску и Кавказ
- L. m. anatoliae   - Насељава југ и запад Мале Азије и северозапад Сирије
- L. m. sanctijohannis  - Насељава планински масив Загрос, североисток Ирака и југозапад Ирана

## Биологија
Гнежђење почиње у периоду од средине априла до почетка маја, када мужјак оглашавањем и ретко добошањем обележава и брани територију. Оба пола дубе гнездећу дупљу на одумирућем или мртвом стаблу или већој грани. У леглу се налази од пет до шест јаја. Претежно се храни зглавкарима које проналази испод коре, гусеницама и биљним вашима. Мањи тврдокрилци и мрави доминирају у исхрани одраслих јединки, док се птићи хране гусеницама, пауцима, ларвама и одраслим инсектима из редова Hymenoptera и Diptera. Биљном материјом се храни углавном током зиме. Станарица је уз блага померања у зимском периоду. Орнитолози процењују да европска популација броји између 301 000 и 678 000 гнездећих парова, а тренд популације је краткорочно оцењен као стабилан.

## Угроженост
Интензивно шумарство, сеча зрелих и уклањање умирућих и палих стабала, као и замена листопадног дрвећа четинарским доводи до фрагментације шума, посебно храстових. Загађење ваздуха и климатске промене могу угрозити локалне популације.

## Средњи детлић у Србији
Гнезди се у свим регионима земље. Углавном одсуствује као гнездарица из обешумљених подручја Војводине. Настањује низије, побрђе и брдске пределе, док углавном одсуствује у зони четинарских шума у високим планинама. Најбоља станишта су храстове шуме брдског појаса где нема интензивне сече, а бележен је редовно и у старим воћњацима. Ређе насељава отворене пределе са већим шумским забранима. Понекад се гнезди у већим парковима у насељима. Станарица. Процењује се да је бројност опадала крајем 20. века, а да је стабилна у савременом периоду. Сматра се да се у Србији гнезди између 10 и 15 хиљада парова ове врсте. На територији Специјалног резервата природе ,,Засавица" је забележено 16 територија ове врсте, од којих ни једна није била пронађена у насељу, а само једна у плантажи клонске тополе.